# Communauté de communes Vallée de la Barousse
Pour les articles homonymes, voir CCVB.
La Communauté de communes Vallée de la Barousse est une ancienne communauté de communes française située dans le département des Hautes-Pyrénées, en région Occitanie. Elle regroupait toutes les communes du canton de Mauléon-Barousse.

## Historique
En application du schéma départemental de coopération intercommunale, la communauté de communes fusionne le 1er janvier 2017 avec la communauté de communes du Canton de Saint-Laurent-de-Neste pour former la communauté de communes Neste Barousse.

## Composition
Elle était composée des 25 communes suivantes :
| Nom                      | Code Insee | Gentilé     | Superficie (km2) | Population (dernière pop. légale) | Densité (hab./km2) |
| ------------------------ | ---------- | ----------- | ---------------- | --------------------------------- | ------------------ |
| Mauléon-Barousse (siège) | 65305      | Mauléonnais | 5,49             | 112 (2014)                        | 20                 |
| Anla                     | 65012      | Anlageois   | 2,85             | 97 (2014)                         | 34                 |
| Antichan                 | 65014      | Antichanois | 1,19             | 34 (2014)                         | 29                 |
| Aveux                    | 65053      | Aveusiens   | 3,08             | 46 (2014)                         | 15                 |
| Bertren                  | 65087      | Bertrenois  | 2,66             | 210 (2014)                        | 79                 |
| Bramevaque               | 65109      |             | 3,77             | 39 (2014)                         | 10                 |
| Cazarilh                 | 65139      |             | 3,06             | 50 (2014)                         | 16                 |
| Créchets                 | 65154      | Créchetois  | 0,97             | 47 (2014)                         | 48                 |
| Esbareich                | 65158      |             | 8,68             | 80 (2014)                         | 9,2                |
| Ferrère                  | 65175      | Ferrerois   | 57,56            | 48 (2014)                         | 0,83               |
| Gaudent                  | 65186      | Gaudentais  | 1,57             | 45 (2014)                         | 29                 |
| Gembrie                  | 65193      | Gembricois  | 1,00             | 74 (2014)                         | 74                 |
| Ilheu                    | 65229      | Ilhous      | 2,01             | 38 (2014)                         | 19                 |
| Izaourt                  | 65230      |             | 2,41             | 249 (2014)                        | 103                |
| Loures-Barousse          | 65287      | Lourais     | 2,16             | 611 (2014)                        | 283                |
| Ourde                    | 65347      | Ourdais     | 5,60             | 34 (2014)                         | 6,1                |
| Sacoué                   | 65382      |             | 13,14            | 75 (2014)                         | 5,7                |
| Sainte-Marie             | 65391      |             | 0,28             | 45 (2014)                         | 161                |
| Saléchan                 | 65398      |             | 4,10             | 238 (2014)                        | 58                 |
| Samuran                  | 65402      |             | 2,55             | 27 (2014)                         | 11                 |
| Sarp                     | 65407      |             | 1,82             | 109 (2014)                        | 60                 |
| Siradan                  | 65427      | Siradanais  | 2,74             | 290 (2014)                        | 106                |
| Sost                     | 65431      |             | 32,05            | 91 (2014)                         | 2,8                |
| Thèbe                    | 65441      | Thébens     | 7,60             | 84 (2014)                         | 11                 |
| Troubat                  | 65453      | Troubatais  | 2,79             | 68 (2014)                         | 24                 |

## Démographie
| 2009  | 2012  |
| ----- | ----- |
| 2 858 | 2 836 |

## Compétences
- Collecte des déchets des ménages et déchets assimilés
- Traitement des déchets des ménages et déchets assimilés
- Autres actions environnementales
- Création, aménagement, entretien et gestion de zone d'activités industrielle, commerciale, tertiaire, artisanale ou touristique
- Construction ou aménagement, entretien, gestion d'équipements ou d'établissements culturels, socioculturels, socio-éducatifs
- Construction ou aménagement, entretien, gestion d'équipements ou d'établissements sportifs
- Activités péri-scolaires
- Création et réalisation de zone d'aménagement concertée (ZAC)
- Transport scolaire
- Tourisme
- Programme local de l'habitat
- Opération programmée d'amélioration de l'habitat (OPAH)
- Préfiguration et fonctionnement des Pays
- Gestion d'un centre de secours
- NTIC (Internet, câble...)
- Autres

## Liste des présidents successifs
| Période                                  | Période          | Identité    | Étiquette | Qualité |
| ---------------------------------------- | ---------------- | ----------- | --------- | ------- |
| Les données manquantes sont à compléter. |                  |             |           |         |
|                                          | 31 décembre 2016 | René Marrot |           |         |